# 瀬水暁
瀬水 暁（せみ あける、6月20日生）は、日本の男性声優。フリー。以前はRMEに所属していた。大阪府豊中市出身。

## 人物
- 青二塾大阪校出身。2002年より歌手の水木一郎に師事。エンターテインメントユニットAKATSUKI project主宰。
- 杉並区荻窪在住。『USTREAM：こっそりピングドラム』にゲスト出演の際、『輪るピングドラム』の作品の話題中、自ら「荻窪民として…」「帰宅すると聖地巡礼」などの発言。声優が生放送中に居住地を公表することは極めて異例である。
- 2011年、ベルサール秋葉原で行われた決勝大会「ファントムブレイカー・チャンピオンシップFINAL」では司会進行役を務める。大会は当日参加枠を勝ち抜いたハード影霧使いが優勝したものの、優勝者が日本代表として出場することになっていたアジア決戦については「当日は仕事がある」という理由で辞退。その際に優勝者が大会規約で認められていない[1] にもかかわらず「出場枠を身内に譲る」などと発言、さらに「ただ知り合いに参加しろと言われたから参加しただけ」と発言し、そのあまりの身勝手さに瀬水が激怒。「仕事を休んででも行け!」と優勝者に怒鳴り散らす一幕があり、その様子がニコニコ生放送でも放送されていた。

## 出演
太字はメインキャラクター。

### アニメーション
- DVD AMERICAN CARTOON〜テックス・エイブリー名作集〜（黒猫）
- 弱虫ペダル（桜井剛）

### 吹き替え
- マージン・コール（サイモン・ベイカー）
- たった一人のあなたのために（ケヴィン・ベーコン）
- G.I.ウォー（軍曹）
- プリズン・ブレーキ（ニンジャ）
- ハリウッド式 恋のから騒ぎ（ボビー）
- ファンタスティック・ストーン 邪悪な魔獣と導かれし勇者（ガルガンチュア）
- わんぱくバディーズ ダイヤ泥棒をやっつけろ!
- スペース・トレック（ウェクスコン）
- ワイルド・チェイサー（リカルド）
- ソード・ハンド 剣の拳（武器商人）
- デス・パズル（グラント）
- Knock Knock -ノック・ノック-（ビリー）
- ハイウェイ・バスジャック（グリゴリ）
- ターザンの大冒険（ムガンビ）※DVD版
- 激動ヨーロッパ戦線 〜ファシズム、ムッソリーニの野望〜（マヌエル）
- 【パブリックドメインDVD】
  - 百万長者と結婚する方法（メリル）
  - 紳士は金髪がお好き（ルイ）
  - コロラド（ディクソン）
  - 荒野の決闘（アイク）
  - 奥様は魔女(1942)（ダドリー）
  - シャレード（スコビー）
  - シェーン（ウィルスン）
  - アパッチ砦（マイケル・オルーク）
  - サハラ戦車隊（クラークソン）
  - 桑港(サンフランシスコ)
  - ゾラの生涯（ドレフュス）
  - 地上最大のショウ（ローソン）
  - 郵便配達は二度ベルを鳴らす
  - 市民ケーン　
  - トムとジェリー（トム）（1940年〜1953年までの作品）
  - ディズニーの短編映画（ドナルドダック、グーフィー、ピート他）

### ナレーション
- ワッチミー!TV（フジテレビラボLLC[2]）
- ワッチミー!TV×TV（BSフジ）
  - 『社長密着24時』
  - 『大人気スイーツのヒットメーカー「ルタオ」の魅力とは！？』
  - 『介護ビジネス最前線』
  - 『そうだ薬局に行こう！』
  - 『スニーカーエイジ　青春音色〜自分を好きになれる事〜』
  - 『情報を守れ！〜ネット社会の光と闇〜』
  - 『きゃりーぱみゅぱみゅ密着取材！』
  - 『JJ新プロジェクト！ブロモの素顔に密着！』
  - 『韓流特集！』
  - 『最先端インプラント治療の現場』
  - 『PC業界で躍進を続けるドスパラの秘密!』
- モトとるショッピング〜Ｕ字工事の大喜利道場　（NOTTV）
- 柏レイソル特別番組 "VITORIA"〜ネルシーニョレイソルの2011年〜（スカパー）
- GOLF TODAYレッスンブック　DVDシリーズ（三栄書房）
- 田代まさしのいらっしゃいマーシー（MONDO21）

### ボイスオーバー
- 美の巨人たち  円山応挙「大乗寺障壁画（郭子儀図ほか）」（テレビ東京系列）
- 戦場に音楽の架け橋を〜指揮者 柳澤寿男の挑戦〜（BSジャパン）
- DVD 「MICHAEL JACKSON:History - The King of Pop 1958-2009」

### ゲーム
- 『ファントムブレイカーシリーズ』（インフィニティ）
  - Xbox 360『ファントムブレイカー』[3]
  - Xbox LIVE アーケード、PS Vita『ファントムブレイカー: バトルグラウンド』[4]
  - PS3、Xbox 360『ファントムブレイカー: エクストラ』
  - PS4『ファントムブレイカー: バトルグラウンド オーバードライブ』[5]
- PS3『メガゾーン23 青いガーランド』（将軍）
- PSP『いつかこの手が穢れる時に -SPECTRAL FORCE LEGACY- 』（蓮撃）
- PS2『高レート裏麻雀列伝 むこうぶち ~ご無礼、終了ですね』（江崎）

### CDドラマ
- GACKT PERFECT STORY BOOK「RE:BORN」
- 世界樹の迷宮III 絶海の優姫（マルボ）
- ぼくたちと駐在さんの700日戦争Part.1
- ぼくたちと駐在さんの700日戦争Part.2
- RMEプロデュースCDドラマ 雪女（弥助）
- 対決 若本規夫VS柴田秀勝（項壮）
- 対決6 大塚明夫VS小山力也
- 対決8 遊佐浩二VS岸尾だいすけ
- 対決9 小野坂昌也VS緑川光

### ラジオドラマ
- メガゾーン23 ON RADIO ザ・エクステンドストーリー 文化放送（将軍）
- USEN440/SOUND PLANET
  - 『SLAVE METAL ダイビングスペース』（ジョン ウェーバー）
  - 『サイコロジカルモーメント』（犯人）

### ライブイベント
- フルーツミックス
  - 「THE FIRST MIX」（ストーリーテラー） Theater & Co. COREDO

### 舞台
- AKATSUKI project
  - AKATSUKI project 〜1st IMPACT〜「ときどきスタッカート♪」 BC WORLD
  - AKATSUKI project 〜2nd IMPACT〜「*恋 華*」 ひつじ座
  - AKATSUKI project 〜3rd IMPACT〜「夜明けの晩に・・・」 下北沢「劇」小劇場
  - ROAD CREATIVE vol.1「ユレル想い」 ひつじ座
  - ROAD CREATIVE vol.2「message」 新宿シアター・ミラクル
  - ROAD CREATIVE vol.3「Shooting Star」 中野ザ・ポケット
- LKVI
  - リーディングシアター 「ホス探へようこそ episode 2」（大牙） 南大塚ホール
  - リーディングシアター「ホス探へようこそ FINAL」（大牙） 中野ザ・ポケット
  - リーディングシアター03「リカバリ-Recovery-」　Studio Cube326 ARC
- 劇団未来劇場
  - 劇団未来劇場創立50周年記念「因縁屋夢六玉の井徒花心中」 SPACE107
- 劇団民話芸術座
  - 劇団民話芸術座 「おけさのひょう六」
  - 劇団民話芸術座 「寝太郎物語」
- SHAFT
  - SHAFT 4th PERFORMANCE 「仙神奇祭-オワタリ祭異聞-」 アトリエフォンテーヌ
  - SHAFT 5th PERFORMANCE 「夕焼けのカナタ＊アカツキの手前」 麻布 die pratz
  - SHAFT 6th PERFORMANCE 「九龍迷廊 －kowloon maze－」 大塚萬劇場

### MC
- コロコロホビーグランプリ（カプコンブース「流星のロックマン」ウェーブライダー・アケル）
- 次世代ワールドホビーフェア（カプコンブース「流星のロックマン」ウェーブライダー・アケル）
- トライアルリーグ等 格闘技リングアナ
- スポーツイベント実況DJ
- ブライダルMC

### その他
- NHKミニミニ映像大賞 光尽出品作品 「リンゴ」
- RME 2005年度新人オーディション ポスターモデル
- ブライダルモデル
- ヒーローショー 歌手